# 傑佛遜 (緬因州)
傑佛遜（英語：Jefferson）是一個位於美國緬因州林肯縣的鎮。

## 人口
根據2020年美國人口普查的數據，傑佛遜的面積為151.72平方千米，當中陸地面積為136.16平方千米，而水域面積為15.57平方千米。當地共有人口2551人，而人口密度為每平方千米17人。